# Manapiare
Manapiare is een gemeente (Spaans: Municipio Autónomo) in de Venezolaanse staat Amazonas. De gemeente telt 11.500 inwoners. De hoofdplaats is San Juan de Manapiare.